# Texas Hold’em

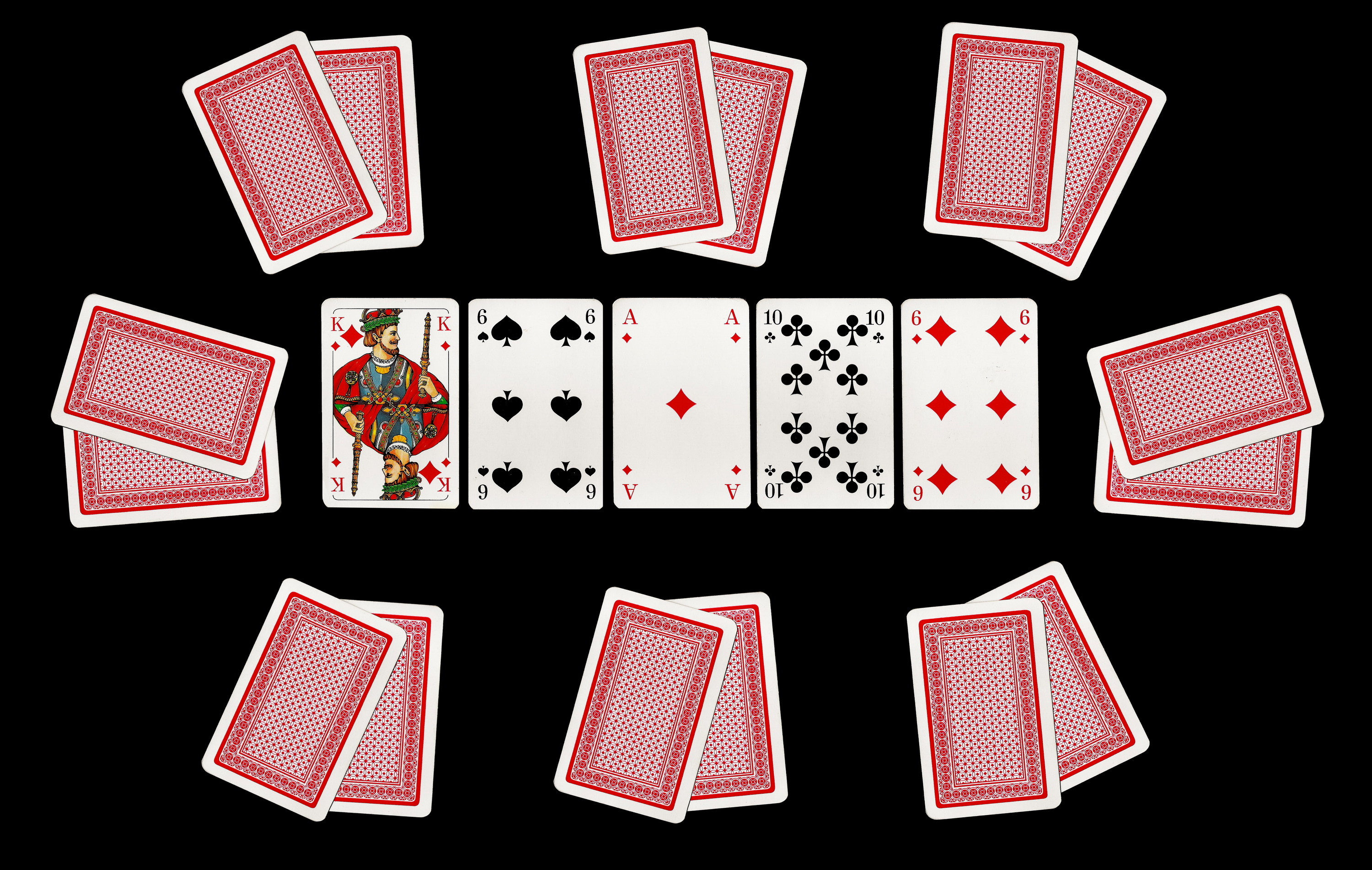
Texas-Hold’em-Pokertisch mit acht Spielern (dargestellt durch deren verdeckte Pocket cards) und den aufgedeckten Board cards

Texas Hold’em ist eine Variante des Kartenspiels Poker. Texas Hold’em ist neben Seven Card Stud und Omaha Hold’em die am häufigsten in Spielbanken angebotene Art des Poker-Spiels und wird vielfach bei Pokerturnieren gespielt, so auch bei der ursprünglich im Binion’s Horseshoe in Las Vegas ausgetragenen Poker-Weltmeisterschaft namens World Series of Poker.

## Hold’em
Hold’em bezeichnet allgemein all jene Poker-Varianten, bei denen fünf offene Karten (Board cards, auch Community cards) in die Mitte des Tisches gelegt werden, die von jedem Spieler zur Bildung seiner Pokerhand verwendet werden können, während jeder Spieler jedoch nicht mehr als zwei seiner Hand-Karten (Hole cards) verwenden darf.

## Die Regeln
Texas Hold’em wird in Casinos und bei großen Turnieren meist nach den folgenden Regeln gespielt:

### Karten

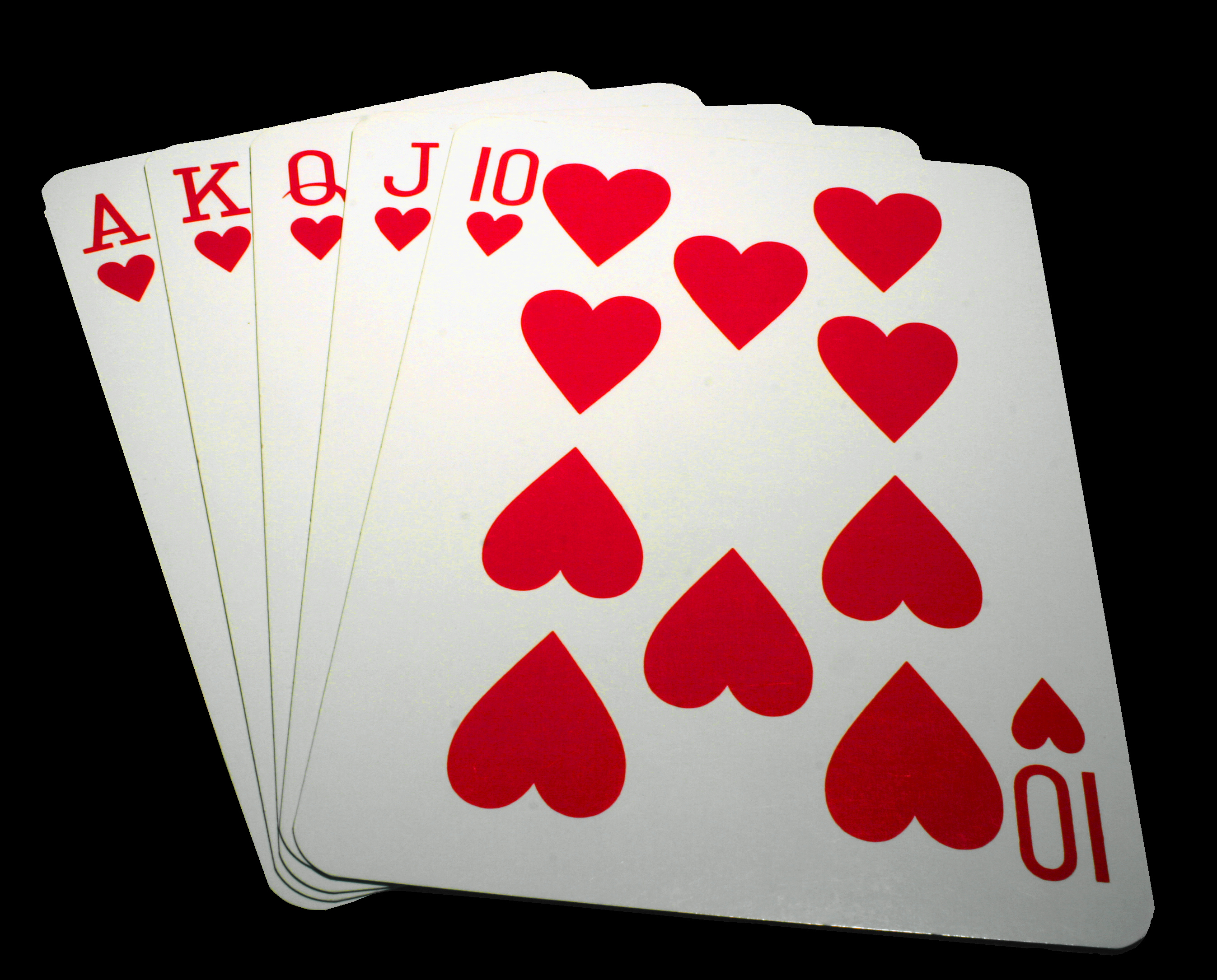
Pokerkarten (Royal Flush)

Texas Hold’em wird mit einem Paket französischer bzw. anglo-amerikanischer Karten zu 52 Blatt von zwei bis maximal zehn Personen gespielt.
Spielkarten im Poker-Format (Poker size) sind meistens etwas breiter als Karten im Standard-Format (sogenannte Bridge size). Außerdem sollten Karten verwendet werden, die zu 100 % aus Kunststoff bestehen, da diese auch nach langem Spielen noch ihre ursprüngliche Form aufweisen und so nicht als gezinkt gelten.
Ziel ist es, die höchste Poker-Kombination zu erhalten bzw. durch geschickte Spielweise die anderen Spieler zur Aufgabe zu bewegen.

### Dealer
Vor dem allerersten Spiel mischt der Croupier die Karten, lässt abheben und gibt (teilt) zunächst jedem Spieler eine offene Karte. Der Spieler mit der höchsten Karte ist erster Geber (Dealer) und erhält den Dealer(’s) button. Haben zwei Spieler im Rang die gleiche höchste Karte, so entscheidet die vom Bridge her bekannte Ordnung der Farben: Pik (♠) gilt als die höchste Farbe, gefolgt von Herz (♥), Karo (♦) und Kreuz bzw. Treff (♣).
Die Rolle des Kartengebers wechselt immer nach jedem einzelnen Spiel im Uhrzeigersinn – tatsächlich gibt die Karten im Casino jedoch stets der Croupier, der Spieler mit dem Dealer button nimmt nur nominell die Rolle des Gebers ein. Der Spieler zur Linken des Spielers mit dem Dealer button erhält beim Geben die erste Karte.

### Blinds

Standard Hold’em-Pokertisch mit Dealer, Small blind und Big blind

Der Spieler zur Linken des nominellen Gebers (Dealer) muss einen vorgeschriebenen Einsatz (small blind), zum Beispiel 5 €, setzen, dessen linker Nachbar das big blind, gewöhnlich den doppelten Wert des small blinds, also 10 €. Die übrigen Spieler müssen vor Erhalt der ersten Karten keinen Grundeinsatz (ante) leisten, bei den Hold’em-Varianten wird gewöhnlich nicht mit ante, sondern mit blind gespielt.

### Sonderregeln für dasHeads-Up
Befinden sich nur noch zwei Spieler am Tisch (Heads-Up), wird der small blind von dem Spieler mit dem dealer button gesetzt, während der andere Spieler den big blind setzen muss.

## Limits
Bei Texas Hold’em sind vier Arten von Limits gebräuchlich
- No Limit (NLHE): Es gibt nur ein Minimum für ein Bet bzw. ein Raise, der Maximaleinsatz ist nur durch die Höhe des Stacks der Spieler begrenzt. Die meisten Casinos spielen nach der Regel, dass der so genannte Minimum-Bet dem jeweils aktuellen Big Blind bzw. dem in der letzten Wettrunde gebrachten Einsatz entsprechen muss. Will ein Spieler diesen Bet erhöhen (Raise), muss er den Bet mindestens verdoppeln. Eine weitere Erhöhung (Reraise) muss jedoch nur mindestens dem letzten Referenzbetrag (der Betrag, der beim Erhöhen addiert wurde) entsprechen. Sind die Blinds also zum Beispiel bei 100 (Smallblind) und 200 (Bigblind), muss ein Bet mindestens den Wert 200 haben. Bei einem Raise muss dieser Wert mindestens verdoppelt werden, also eine Erhöhung von 200 auf mindestens 400. Bei einem folgenden Reraise muss der Betrag nun nicht mehr mindestens verdoppelt werden, also von 400 auf mindestens 800, sondern nur noch mindestens dem letzten Referenzbetrag entsprechen, also eine Erhöhung von 400 auf nur mindestens 600. Setzt ein Spieler seinen gesamten Stack (Table stake), so nennt man dies auch All-In. Beim No-Limit-Hold’em-Cash-Game unterscheidet man grundsätzlich zwei Strategien: Die Big-Stack-Strategie, bei der sich der Spieler mit dem maximal möglichen Betrag an Geld an den Tisch setzt und die Short-Stack-Strategie, bei der sich der Spieler mit dem Minimum einkauft.
- Pot Limit (PLHE): Es darf nur höchstens so viel gesetzt werden, wie sich zurzeit im Pot befindet.
- Split Limit (auch Spread limit): In den ersten beiden Wettrunden darf maximal bis zum Lower limit, ab der dritten Wettrunde bis maximal zum Higher limit gesetzt werden. Beträgt das Small blind 5 € und das Big blind 10 €, so beträgt das Lower limit 10 € und das Higher limit zumeist 20 €. In jeder Wettrunde darf der Einsatz höchstens drei Mal gesteigert werden, d. h. ein Spieler eröffnet die Runde mit einem Einsatz (Bet), dieser kann nun erhöht (Raise), weiter gesteigert (Reraise) und die Wettrunde mit einer letzten Steigerung (Cap) abgeschlossen werden. Sind nur noch zwei Spieler im Spiel, so darf solange erhöht werden, bis ein Spieler entweder gleichzieht (hält) oder aufgibt.
- Fixed Limit (LHE): Wie Split limit, allerdings sind hier die Einsatzhöhen fest vorgegeben, während sie beim Spread Limit innerhalb der jeweiligen Grenzen frei wählbar sind. In den ersten beiden Wettrunden beträgt der feste Einsatz ein Big Blind, in den letzten beiden Runden zwei Big Blinds. Erhöhungen betragen dann ebenfalls ein Big Blind bzw. zwei Big Blinds. Weiterhin wird die maximale Zahl der Erhöhungen festgelegt, z. B. auf drei (Raise, Reraise, Cap).

Gespielt wird in Casinos in der Regel nicht mit Bargeld, sondern mit Jetons, bzw. engl. Chips; es gibt allerdings auch einige Turniere, bei denen ausschließlich mit Bargeld gespielt wird. In sogenannten Cash Games entsprechen die Chips aber direkt einem festgesetzten Gegenwert in echtem Geld, abhängig vom gespielten Limit.

## Die vier Wettrunden
Das Spiel verläuft in maximal vier Wettrunden. Falls alle Spieler – bis auf einen – aussteigen, endet die Spielrunde und der letzte verbliebene Spieler erhält den Pot.

### Erste Wettrunde (Preflop)
Jeder Teilnehmer erhält eine Starthand bestehend aus zwei verdeckten Karten (hole cards, auch pocket cards oder pockets). Der Spieler links vom big blind muss als erster seine Spielentscheidung bekanntgeben (da small blind und big blind bereits setzen mussten); mit Fachausdruck heißt das, er spricht als erster und eröffnet die erste Wettrunde (betting interval). Er kann nun entweder
- halten, auch mitgehen (call), also einen Betrag in Höhe des vorangegangenen Einsatzes (in der ersten Wettrunde mindestens der big blind) setzen,
- erhöhen (raise) oder
- aussteigen (fold).

In der gleichen Weise setzen die übrigen Spieler im Uhrzeigersinn die Wettrunde fort.
Ein Spieler darf in ein und derselben Wettrunde den Einsatz nicht zweimal in Folge steigern, es sei denn, ein anderer Spieler hätte zwischen den beiden Geboten erhöht. Wenn also ein Spieler die Runde mit einem bet eröffnet oder ein raise setzt und alle folgenden Spieler entweder halten oder aussteigen, so ist diese Wettrunde beendet, und der Spieler, der den Einsatz zuletzt gesteigert hat, darf nun in dieser Wettrunde nicht nochmals erhöhen.

### Zweite Wettrunde (Flop)
Nach Beendigung der ersten Wettrunde legt der Croupier erst eine Karte verdeckt neben den Stapel (Burn Card) und dann drei Karten offen auf den Tisch (Flop), darauf folgt die zweite Wettrunde. Der Spieler in First position, d. h. der Spieler links vom nominellen Geber, hat in dieser und allen weiteren Wettrunden als Erster zu sprechen.
Ab dieser Wettrunde kann der Spieler, der zuerst sprechen muss, auch abwarten (check) und keinen Einsatz tätigen. Wartet der Spieler in First position ab, so kann der nächste Spieler ebenfalls abwarten oder wetten usw. Warten alle Spieler ab, ist die zweite Wettrunde beendet.
Sobald jedoch ein Spieler ein Bet gesetzt hat, können die folgenden Spieler nur mehr entweder
- halten (call oder mitgehen) und denselben Betrag in den Pot einzahlen, oder
- erhöhen (raise) und einen höheren Betrag als der vorhergehende Spieler setzen, oder
- aussteigen (fold oder passen) – in diesem Fall legt der Spieler seine Karten verdeckt ab und gibt dieses Spiel verloren.

Falls ein oder mehrere Spieler gesetzt haben, wird die Wettrunde solange fortgesetzt, bis alle Spieler entweder den Einsatz gehalten haben oder aus dem Spiel ausgestiegen sind.

### Dritte Wettrunde (Turn Card)

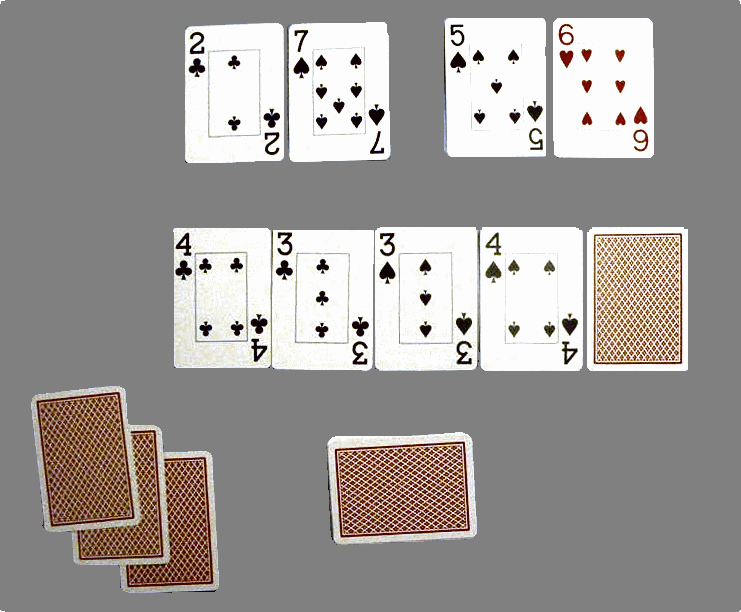
Obwohl Spieler 1 vor Aufdecken des Rivers die besseren Karten hält (zwei Paare mit einer 7 als Kicker), hat er, ohne zu bluffen, keine Chance, die Hand zu gewinnen. Mit einer 2 oder 7 macht Spieler 2 eine Straße, 5 oder 6 führen zu zwei höheren Paaren für Spieler 2 und alle anderen Karten würden zu einem split pot führen: Mit einer 3 oder 4 hätten beide Spieler ein Full House, jede weitere Karte wäre die höchste und somit der Kicker für beide Spieler.

Vor der dritten Wettrunde wird zuerst wieder eine Karte verdeckt neben den Stapel gelegt und dann eine vierte offene Karte (Turn card) in die Mitte gelegt. Wird mit Spread Limit gespielt, so gilt ab nun das Higher Limit. Es wird analog zur Vorrunde gesetzt.

### Letzte Wettrunde (River Card)
Nun wird nochmals eine Karte verdeckt neben den Stapel gelegt und dann die fünfte Karte (River card) offen aufgelegt, es folgt die letzte Wettrunde.

### Showdown
Kommt es nach der letzten Wettrunde zum Showdown, so stellt jeder Spieler aus seinen zwei Hand- und den fünf Tischkarten die beste Poker-Kombination aus fünf Karten zusammen; die sechste bzw. siebente Karte ist für die Gewinnentscheidung bedeutungslos. Der Spieler,
- der in der letzten Wettrunde als letzter erhöht (raise) hat, oder,
- falls niemand erhöht hat, derjenige, der in der letzten Wettrunde als erster gesetzt (bet) hat, oder
- falls niemand gesetzt hat, derjenige, der sich in First position befindet,

muss seine Hand (seine Kombination) vollständig vorzeigen.
Alle im Spiel verbliebenen Spieler können nun nacheinander ihre Gewinnberechtigung nachweisen und ebenfalls ihre Karten aufdecken, müssen aber nicht.
Wenn ein Spieler nur die fünf Karten des Tisches spielen möchte (Playing the board), soll er das annoncieren, damit das Weglegen der Handkarten nicht als Aussteigen missverstanden wird.
Der Spieler mit der höchsten Hand (Kombination) gewinnt den Pot. Im Falle von gleichwertigen Kombinationen wird der Pot unter den Gewinnern aufgeteilt (Split pot).

## Sonstiges

### Burn Cards
Bevor der Croupier den Flop und später die Turn bzw. River cards aufdeckt, legt er stets eine Karte, eine sogenannte Burn card, verdeckt beiseite. Der Sinn dieser Regelung liegt darin begründet, dass ein Spieler infolge einer nachlässigen Haltung der Karten durch den Croupier bzw. infolge von Beschädigungen oder Markierungen eventuell die oberste Karte erkennen und daraus einen Vorteil ziehen könnte. Ob auch vor der Ausgabe der Hole Cards eine Burn Card weggelegt werden soll, ist nicht einheitlich geregelt.

### Time Collection bzw. Taxe
Der Veranstalter (Spielbank / Casino oder Online-Pokerplattform) erhält für die Ausrichtung des Spielbetriebs ein Entgelt:
- Bei einer Time collection zieht das Casino von jedem Gast alle halbe Stunde einen von der Höhe der Limits abhängigen Betrag ein; z. B. in Höhe eines Small Blind plus eines Big Blind.
- Anstelle einer Time collection kann die Spielbank auch von jedem Pot eine Taxe (vgl. Seven Card Stud) einziehen, üblicherweise in Höhe von 5 % des Pots: Während beim Online-Spiel in der Regel eine exakte Berechnung erfolgt, wird beim Lebendspiel die Taxe wie folgt entnommen: von den ersten Einsätzen werden 5 € eingezogen, überschreitet der Pot 100 €, so werden von den nächsten Einsätzen wiederum 5 € eingezogen usw. Oft existiert eine Maximaltaxe, über die hinaus der Veranstalter nicht an den Einsätzen der Spieler partizipiert.
- Bei Turnieren wird häufig ein kleiner Teil der von allen Mitspielern geleisteten Buy-Ins vom Veranstalter einbehalten.

### Table Stakes
Um an einer Partie teilzunehmen, muss jeder Spieler vor seinem ersten Spiel einen gewissen Betrag (Buy-In), bei den angegebenen Limits 200 €, vor sich auf dem Tisch platzieren. Ein Spieler darf von seinem Spielkapital (Table stakes), das er vor sich für alle sichtbar auf dem Tisch liegen lassen muss, keine Jetons (Chips) einstecken, es sei denn, er beendet sein Spiel. Er darf sein Spielkapital zwischen zwei Spielen, aber niemals während eines einzelnen Spieles, durch Zukauf von weiteren Jetons erhöhen. Wenn ein Spieler Jetons zukauft, so muss er sein Spielkapital zumindest auf die Höhe des Buy-In aufstocken, darf dabei aber nicht den zuvor festgelegten Höchstbetrag (üblicherweise 100BB, also das Hundertfache des Big Blinds) überschreiten.

### Side Pot
Kann ein Spieler einen Einsatz nicht mehr oder nicht mehr vollständig halten – man sagt, der Spieler ist all in – so spielen die anderen Spieler zusätzlich um einen Side Pot, an dem der All-in-Spieler nicht beteiligt ist. Wenn mehrere Spieler all in sind, kann es auch mehrere Side Pots geben.

## Wahrscheinlichkeiten
Die folgende Tabelle beschreibt, wie hoch die Wahrscheinlichkeiten sind, dass man beim Texas Hold’em die jeweilige Hand aus den 5 höchsten Karten hält, wenn man nicht vorzeitig aussteigt. Die Anzahl der möglichen Kombinationen für die 7 Karten (Starthand aus 2 Karten und 5 Community cards) ist {\displaystyle {\binom {52}{7}}={\frac {52!}{45!\cdot 7!}}=133\,784\,560}. Die Wahrscheinlichkeiten für Royal Flush, Straight Flush, Four of a kind und Full House können mithilfe der hypergeometrischen Verteilung, einer Wahrscheinlichkeitsverteilung in der Stochastik, berechnet werden.
| Hand                            | Kombinationen | Wahrscheinlichkeit | Rechnung für die Anzahl der Kombinationen | Beschreibung                                | Beispiel        |
| ------------------------------- | ------------- | ------------------ | --- | ------------------------------------------- | --------------- |
| Royal Flush                     | 4 324         | 0,003232 %         | {\displaystyle 4\cdot {\tbinom {5}{5}}\cdot {\tbinom {47}{2}}} | Die Folge 10 bis Ass in einer Farbe         | 10♣ J♣ Q♣ K♣ A♣ |
| Straight Flush                  | 37 260        | 0,027851 %         | {\displaystyle 9\cdot 4\cdot {\tbinom {5}{5}}\cdot {\tbinom {46}{2}}} | Fünf aufeinanderfolgende Karten einer Farbe | 5♠ 6♠ 7♠ 8♠ 9♠  |
| Vierling, Poker, Four of a kind | 224 848       | 0,168067 %         | {\displaystyle {\tbinom {13}{1}}\cdot {\tbinom {4}{4}}\cdot {\tbinom {48}{3}}} | Vier Karten des gleichen Wertes             | A♠ A♥ A♦ A♣     |
| Full House                      | 3 473 184     | 2,596102 %         | {\displaystyle {\begin{aligned}&{\tbinom {13}{1}}\cdot {\tbinom {4}{3}}\cdot {\tbinom {12}{1}}\cdot {\tbinom {4}{2}}\cdot {\tbinom {11}{2}}\cdot 4^{2}\\+&{\tbinom {13}{1}}\cdot {\tbinom {4}{3}}\cdot {\tbinom {12}{2}}\cdot {\tbinom {4}{2}}\cdot {\tbinom {4}{2}}\\+&{\tbinom {13}{2}}\cdot {\tbinom {4}{3}}\cdot {\tbinom {4}{3}}\cdot {\tbinom {11}{1}}\cdot 4^{1}\end{aligned}}} | Ein Drilling und ein Paar                   | K♥ K♦ K♣ 9♣ 9♦  |
| Flush                           | 4 047 644     | 3,025494 %         | | Fünf beliebige Karten einer Farbe           | 6♥ 8♥ Q♥ K♥ A♥  |
| Straße, Straight                | 6 180 020     | 4,619382 %         | | Fünf aufeinanderfolgende Karten             | 7♥ 8♥ 9♠ 10♦ J♣ |
| Drilling, Three of a kind       | 6 461 620     | 4,829870 %         | | Drei Karten des gleichen Wertes             | Q♦ Q♥ Q♠        |
| Zwei Paare, Two pair            | 31 433 400    | 23,495536 %        | | Zwei Paare                                  | 10♠ 10♥ A♥ A♣   |
| Ein Paar, One pair              | 58 627 800    | 43,832255 %        | | Zwei Karten gleichen Wertes                 | J♣ J♠           |
| High Card                       | 23 294 460    | 17,411920 %        | | Die höchste einzelne Karte                  | A♥              |
| Summe                           | 133 784 560   | 100 %              | {\displaystyle {\tbinom {52}{7}}={\tfrac {52!}{45!\cdot 7!}}} |                                             |                 |

Es gibt 4 mögliche Royal Flushes, da aber jeder Royal Flush mit 2 beliebigen weiteren Karten gebildet werden kann, ergeben sich insgesamt {\displaystyle 4\cdot {47 \choose 2}=4\,324} mögliche Kombinationen aus 7 Karten, die einen Royal Flush enthalten.
Die stärksten Starthände, bestehend aus 2 Karten, sind nach absteigender Gewinnchance geordnet: A–A, K–K, Q–Q, J–J, A–K suited (d. h. von einer Farbe), T–T, A–Q suited, A–J suited, K–Q suited, A–K offsuited (d. h. von verschiedenen Farben).
Als allgemein schwächste Starthand gilt 7–2 offsuited, im Heads-Up (d. h. bei nur zwei Spielern) 3–2 offsuited.
Der Spieler, der zu einem bestimmten Zeitpunkt während eines Spiels die bestmögliche Hand hält, hält die sogenannten Nuts.

## Short Deck
Eine Variante von Texas Hold’em ist das Spielen mit einem Short Deck (zu deutsch sinngemäß kleines Deck). Dabei werden aus dem regulären Kartendeck alle Karten mit den Werten 2, 3, 4 und 5 entfernt, sodass lediglich 36 Karten verbleiben. Durch das Entnehmen der 16 Karten werden Paare und Straßen wahrscheinlicher, ein Flush dagegen weniger wahrscheinlich. Daher wird nun ein Flush höher als ein Full House und je nach Regelwerk teilweise auch ein Drilling höher als eine Straße gewertet. Das Ass kann weiterhin auch als niedrigste Karte verwendet werden und so gemeinsam mit den Karten 6, 7, 8 und 9 eine Straße bilden.
Die Variante wird regelmäßig seit Mai 2018 bei der Triton Poker Series sowie seit September 2018 bei Turnieren im Aria Resort & Casino am Las Vegas Strip gespielt. Seit Januar 2019 wird die Variante auch auf der Onlinepoker-Plattform PokerStars angeboten. Im Juni 2019 gab es bei der World Series of Poker erstmals ein Event mit Short Deck.

## Künstliche Intelligenz
Die Poker-Software Pluribus von Noam Brown und Tuomas Sandholm von der Carnegie Mellon University und von Facebook gewann im Jahr 2019 die meisten von 10000 gespielten Händen gegen fünf menschliche Profispieler, darunter Darren Elias und Chris Ferguson. Pluribus wurde zunächst trainiert, indem es No Limit Texas Hold’em gegen sich selbst spielte. Dabei entdeckte und entwickelte es ganz von allein Strategien. In mancher Hinsicht spielt es wie ein Mensch. Manchmal greift es jedoch auf unkonventionelle Strategien zurück. „Eine Partie mit sechs statt mit zwei Spielern zu spielen, erfordert grundlegende Veränderungen darin, wie die künstliche Intelligenz ihre Spielstrategie entwickelt“, sagte Noam Brown. „Von der Performance des Programms sind wir begeistert und wir denken, dass einige der Spielstrategien von Pluribus sogar das Spielverhalten der Profis ändern werden.“
Um den Rechenaufwand in Grenzen zu halten, rechnet Pluribus nicht jeden möglichen Geldbetrag durch, den es setzen könnte, vom einfachen Grundeinsatz bis zum all in, sondern teilt seinen virtuellen Chipstapel in maximal 14 Stufen. Verschiedene Kartenkombinationen werden zudem gleich behandelt. Pluribus ist es egal, ob eine Straße mit einer Dame endet oder mit einem König. Macht das Programm gute Erfahrungen mit einer situativen Strategie, wird diese in Zukunft bei ähnlichen Spielzügen mit höherer Wahrscheinlichkeit angewendet.
Anders als Schach und Go ist Poker erstens ein sogenanntes Spiel mit imperfekter Information, denn jeder Spieler kennt nur die eigenen Karten, aber nicht die der Gegner. Zweitens können Spieler bluffen, was lange als zutiefst menschliche Fähigkeit angesehen wurde.